# Liste der Biografien/Herc
Liste der Biografien |
Portal Biografien |
Personensuche
# |
A |
B |
C |
D |
E |
F |
G |
H |
I |
J |
K |
L |
M |
N |
O |
P |
Q |
R |
S |
T |
U |
V |
W |
X |
Y |
Z |
?
 
Ha |
Hd |
He |
Hi |
Hj |
Hk |
Hl |
Hm |
Hn |
Ho |
Hr |
Hs |
Ht |
Hu |
Hv |
Hw |
Hy
 
Hea |
Heb |
Hec |
Hed |
Hee |
Hef |
Heg |
Heh |
Hei |
Hej |
Hek |
Hel |
Hem |
Hen |
Heo |
Hep |
Heq |
Her |
Hes |
Het |
Heu |
Hev |
Hew |
Hex |
Hey |
Hez
 
Hera |
Herb |
Herc |
Herd |
Here |
Herf |
Herg |
Herh |
Heri |
Herj |
Herk |
Herl |
Herm |
Hern |
Hero |
Herp |
Herq |
Herr |
Hers |
Hert |
Heru |
Herv |
Herw |
Herx |
Hery |
Herz
Die Liste der Biografien führt alle Personen auf, die in der deutschsprachigen Wikipedia einen Artikel haben. Dieses ist eine Teilliste mit 46 Einträgen von Personen, deren Namen mit den Buchstaben „Herc“ beginnt.

## Herc
- Herc, Christián (* 1998), slowakischer Fußballspieler

### Herce
- Herceg, Ivan (* 1981), kroatischer Schauspieler

### Herch
- Herche, Martin (* 1953), deutscher evangelischer Theologe
- Herchenbach, Irene, deutsche Handballspielerin
- Herchenbach, Wilhelm (1818–1889), deutscher Schriftsteller
- Herchenhahn, Johann Christian (1754–1795), deutscher Jurist, Diplomat und Historiker
- Herchenröder, Erna (1903–1977), deutsche Politikerin (SPD), MdL
- Herchenröder, Jan (1911–1986), deutscher Feuilletonist und Schriftsteller
- Herchenröder, Martin (* 1961), deutscher Komponist, Organist und Musikwissenschaftler
- Herchenröder, Max (1904–1987), deutscher Kunsthistoriker, Denkmalpfleger und Schriftsteller
- Hercher, Christian Friedrich (1799–1858), deutscher Gutsbesitzer und Politiker, MdL
- Hercher, Colette, deutsche Juristin und Präsidentin der Generalzolldirektion
- Hercher, Günther (* 1927), deutscher Fußballspieler
- Hercher, Johannes Carl Eduard (1800–1872), deutscher Politiker
- Hercher, Philipp (* 1996), deutscher FußballspielerPhilipp Hercher (* 1996)

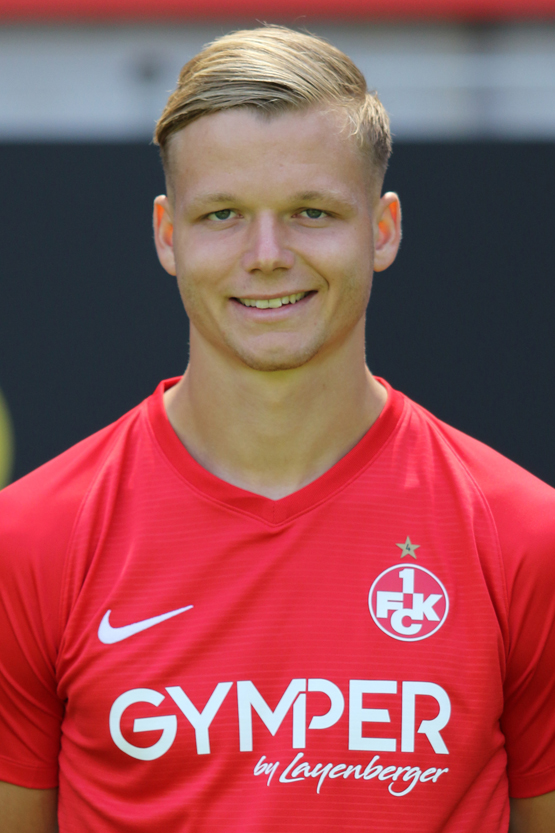
Philipp Hercher (* 1996)

- Hercher, Rudolf (1821–1878), deutscher klassischer Philologe
- Hercher, Wolfgang, deutscher Basketballspieler, -trainer und -schiedsrichter
- Herchet, Jörg (* 1943), deutscher Komponist
- Herchheimer, Hans-Jost († 1775), Siedler in den USA

### Herci
- Hercigonja-Moulton, Helenna Louise (* 1993), kroatische Fußballspielerin
- Hercíková, Iva (1935–2007), tschechische Schriftstellerin und Dramaturgin

### Herck
- Herck, Johan van (* 1974), belgischer Tennisspieler
- Herck, Michael (* 1988), rumänischer Rennfahrer
- Herck, Paul van (1938–1989), belgischer Science-Fiction-Autor
- Herckenrath, Théo (1941–1971), belgischer Radrennfahrer

### Hercl
- Herclík, Josef Bohumil (1903–1987), tschechischer Geigenbauer

### Herco
- Hercog, Polona (* 1991), slowenische TennisspielerinPolona Hercog (* 1991)

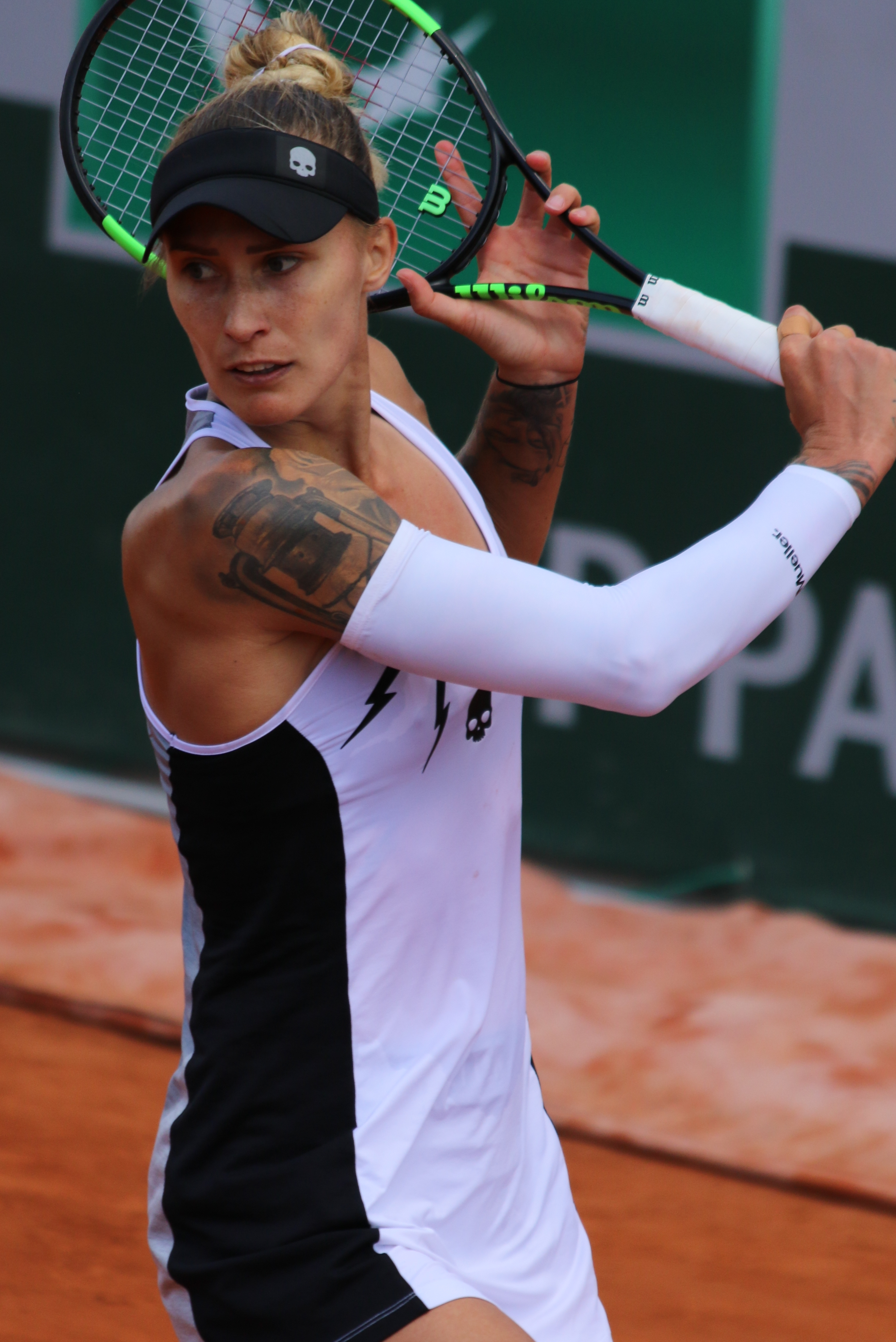
Polona Hercog (* 1991)

- Hercolani Fava Simonetti, Gherardo (* 1941), italienischer Großkomtur des Malteserordens
- Hercourt, Jean (1912–1965), Schweizer Schriftsteller

### Hercu
- Herculano, Alexandre (1810–1877), portugiesischer Historiker und Schriftsteller
- Herculano-Houzel, Suzana (* 1972), brasilianische Neuroanatomin
- Herculanus von Perugia († 549), Bischof von Perugia, Heiliger
- Herculanus von Porto, Märtyrer und Heiliger
- Hercule (1562–1604), Herrscher von Monaco (1589–1604)Hercule (1562–1604)

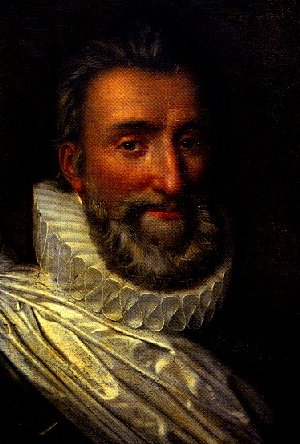
Hercule (1562–1604)

- Hercules, Sklave und Chefkoch von George Washington
- Hercus, Luise (1926–2018), australische Linguistin

### Hercz
- Herczeg, Ferenc (1863–1954), ungarischer Schriftsteller, Dramatiker und Parlamentarier
- Herczeg, Géza (1888–1954), ungarisch-österreichischer Journalist und Schriftsteller
- Herczeg, György (* 2004), ungarischer Speerwerfer
- Herczeg, István (1887–1949), ungarischer Turner
- Herczeg, Klára (1906–1997), ungarische Bildhauerin
- Herczeg, Michael (* 1956), deutscher Informatiker, Hochschullehrer
- Herczegh, Géza (1928–2010), ungarischer Jurist, Richter am Verfassungsgericht Ungarns sowie am Internationalen Gerichtshof
- Herczig, Judit (* 1976), österreichische Tischtennisspielerin
- Herczog, Andreas (1947–2021), Schweizer Politiker (POCH, SP) und Architekt
- Herczog, Edit (* 1961), ungarische Politikerin, MdEP